# Park Hae-il
Park Hae-il nasceu em 26 de janeiro de 1977 e é um ator sul-coreano. Ele começou sua carreira no teatro, mas logo ganhou a atenção da indústria cinematográfica em 2003 com os filmes Jealousy Is My Middle Name e Memórias de Um Assassino. A carreira de ator cinematográfico de Park decolou com papéis em filmes de diversos gêneros, como o drama Rules of Dating (2005), o terror Paradise Murdered (2007), e o suspense Moss (2010). Mais recentemente, Park recebeu o prêmio de Melhor Ator por sua performance no filme War of The Arrows, que foi o filme de maior bilheteria na Coreia em 2011. Ele também recebeu apoio da crítica por seu papel em A Muse (2012).

## Carreira
Park Hae-il começou aparecendo no teatro desde a infância. Ele primeiramente estabeleceu-se no palco, só então nas telas. Em 2000 ele foi premiado com o prêmio de Melhor Ator Estreante na categoria do teatro pela Baeksang Arts Awards pelo seu papel na peça Cheongchun-yechan ("ode à juventude"). Sua estreia no cinema foi um papel menor no filme Wakiki Brothers. No entanto, ele deixou uma melhor impressão em seu segundo filme, o  Jealousy Is My Middle Name, no qual ele interpretou um jovem conflito, que mostra ter um fascínio/ódio por seu chefe, que roubou duas mulheres dele. O filme venceu o maior prêmio no Busan International Film Festival em 2002, e foi lançado comercialmente na primavera seguinte.